# 土方くるみ
土方 くるみ（ひじかた くるみ、1991年5月11日 - ）は、日本の女優。神奈川県出身。所属事務所はFAITHentertainment。

## 略歴
- 2009年、映画「スリーカウント」（監督：窪田将治）で女優デビュー。
- 2010年、オムニバス映画「ちちり」シリーズ5作品全てに出演（内1本「ちちり-蒼-」いまおかしんじ監督作品は主演）
- 2011年、映画「CRAZY-ISM クレイジズム」（監督：窪田将治）に出演。第35回モントリオール世界映画祭へ正式出品された。[1]。また同年、J2湘南ベルマーレのベルマーレクィーン。[2]に選出され活躍する。

## 出演

### 映画
- 「僕の中のオトコの娘」（2012年 監督：窪田将治）

モントリオール世界映画祭“Focus On World Cinema”部門正式出品
- 「CRAZY-ISM クレイジズム」（2011年 監督：窪田将治）

モントリオール世界映画祭“Focus On World Cinema”部門正式出品
ハンブルク日本映画祭正式出品
- オムニバス映画「ちちり」シリーズ（2010年）

『ちちり〜盗〜』（監督：細野辰興）

『ちちり〜蒼〜』（監督：いまおかしんじ）

『ちちり〜現〜』（監督：五十嵐匠）

『ちちり〜欺〜』（監督：サトウトシキ）

『ちちり〜哀〜』（監督：窪田将治）

- 映画「スリーカウント」（2009年 監督：窪田将治）

### Vシネマ
- 呪いのリスト4（2010年）

### CM
- 年末ジャンボ宝くじ（2008年）

## その他
- 2011ベルマーレクィーン